# Listă de diplomați români
- Vasile Alecsandri
- Constantin Antoniade
- Constantin Argetoianu
- Mihail Arion
- Radu Scarlat Arion
- Victor Bădulescu
- Anton Bibescu
- Lucian Blaga
- Mihail Boerescu
- Raoul V. Bossy
- Caius Brediceanu
- Marin Buhoară
- Victor Cădere
- Alejandro Ciorănescu
- Grigore Constantinescu
- Noti Constantinide
- Andrei Corbea Hoișie
- Brutus Coste
- Doru Costea
- Aron Cotruș
- Alexandru Cretzianu
- George Cretzianu
- Grigore Cugler
- Radu Cutzarida
- Carol Citta Davila
- Aurel Decei
- Ioan Ion Diaconu
- Neagu Djuvara
- Dumitru Drăghicescu
- Dimitrie Drăghicescu
- Mircea Eliade
- Theodor Emandi
- Eugen Filotti
- Alexandru Florescu
- Grigore Gafencu
- Constantin Virgil Gheorghiu
- Ion Ghica
- Vladimir Ghika
- Dimitrie Ghyka
- Matila Ghyka
- Constantin Grecianu
- Vasile Grigorcea
- Alexandru Gurănescu
- Dinu Hiott
- Constantin Karadja
- Alexandru Emanuel Lahovary
- Ion Lahovary
- Nicolae Lahovary
- C. Langa-Rășcanu
- Savel Rădulescu
- Mircea Malița
- Corneliu Mănescu
- Nicolae Milescu
- Nicolae Mișu
- Alexandru Paleologu
- Nicolae Petrescu-Comnen
- Dumitru Prunariu
- Mihail Ralea
- Savel Rădulescu
- Mirela Roznoveanu
- Dan Stoenescu
- Elena Ștefoi
- Vasile Stoica
- Grete Tartler Tăbărași
- Alexandru Teriachiu
- Viorel Virgil Tilea
- Nicolae Titulescu
- Alexandru Totescu
- Ion Aurel Vassiliu
- Tudor Vianu
- Constantin Vișoianu
- Alexandru Zamfirescu
- Duiliu Zamfirescu